# ブルース・H・ビリングス
ブルース・ハドリー・ビリングス (Bruce Hadley Billings, 1915年7月6日 - 1992年10月21日) はアメリカの物理学者。1971年に米国光学会の会長を務め、1941年から47年までポラロイド社の主任物理学者であった。
ビリングスはフィリップス・エクセター・アカデミーで学んだ。ハーバード大学より1936年に学士、1937年に修士を得た。ジョンズ・ホプキンズ大学で1941年にPh.D.を取得した。1952年にはアメリカ芸術科学アカデミーに選出された。
50年代,60年代にマサチューセッツ州ケンブリッジにあるベアードアトミック研究所のSVPであった。そこでは発光分光法、デュアルビーム、記録赤外吸収スペクトル、発光光度法のための分析機器の発展に貢献し、機器の基礎として円二色性の可能性を検討した。これらはベアードアトミックが商業化していない技術であった。
膵臓がんのためカリフォルニア州ロングビーチで死去。享年77歳。